# 1980年夏季残疾人奥林匹克运动会瑞典代表团
1980年夏季残疾人奥林匹克运动会瑞典代表团是瑞典派出的1980年夏季残疾人奥林匹克运动会代表团。获得31枚金牌、36枚银牌和24枚铜牌。